# 齿裂华西蒿
齿裂华西蒿（学名：Artemisia occidentalisinensis var. denticulata）为菊科蒿属下的一个变种。